# Blenkinsopp Castle
Blenkinsopp Castle är ett slott i Storbritannien.   Det ligger i grevskapet och kommunen Northumberland i riksdelen England, i den centrala delen av landet, 400 km norr om huvudstaden London. Blenkinsopp Castle ligger 147 meter över havet.
Terrängen runt Blenkinsopp Castle är platt åt nordväst, men åt sydost är den kuperad. Blenkinsopp Castle ligger nere i en dal. Runt Blenkinsopp Castle är det ganska glesbefolkat, med 26 invånare per kvadratkilometer. Närmaste större samhälle är Haltwhistle, 4,4 km öster om Blenkinsopp Castle. Trakten runt Blenkinsopp Castle består i huvudsak av gräsmarker.